# Matti Lehikoinen
Matti Lehikoinen (ur. 19 kwietnia 1984) – fiński kolarz górski.

## Kariera
Największy sukces w karierze Matti Lehikoinen osiągnął w 2007 roku, kiedy zajął drugie miejsce w klasyfikacji generalnej downhillu Pucharu Świata w kolarstwie górskim. W klasyfikacji tej wyprzedził go jedynie Australijczyk Samuel Hill, a trzecie miejsce zajął Brytyjczyk Steve Peat. Nigdy nie zdobył medalu na mistrzostwach świata, ani mistrzostwach Europy. Nigdy też nie wystąpił na igrzyskach olimpijskich. 